# Sofia Ciaraglia
Sofia Ciaraglia (Roma, 26 settembre 1995) è una schermitrice italiana, specializzata nella sciabola. Ha vinto una medaglia d'argento ai Giochi del Mediterraneo a Tarragona 2018.
Si è laureata per ben due volte campionessa italiana di sciabola, vincendo le edizioni di Milano nel 2018 e di Palermo nel 2019.

## Palmarès

### Risultati élite
In carriera ha ottenuto i seguenti risultati:
Giochi del Mediterraneo
Individuale
- Argento nella sciabola a Tarragona 2018

Campionati italiani
Individuale
- Oro nella sciabola a Milano 2018
- Oro nella sciabola a Palermo 2019
- Bronzo nella sciabola a Courmayeur 2022

A squadre
- Oro nella sciabola a Gorizia 2017
- Oro nella sciabola a Palermo 2019
- Oro nella sciabola a Piacenza 2025
- Argento nella sciabola a Milano 2018
- Argento nella sciabola a Cassino 2021
- Argento nella sciabola a Courmayeur 2022
- Argento nella sciabola a Cagliari 2024
- Bronzo nella sciabola a Trieste 2013
- Bronzo nella sciabola a La Spezia 2023

### Risultati giovani
Mondiali giovani
Individuale
A squadre
- Oro nella sciabola a Tashkent 2015

Europei Under-23
Individuale
- Bronzo nella sciabola a Vicenza 2015

A squadre
- Oro nella sciabola a Plovdiv 2016
- Argento nella sciabola a Tbilisi 2014
- Argento nella sciabola a Vicenza 2015

Europei giovani
Individuale
- Bronzo nella sciabola a Gerusalemme 2014

A squadre
- Oro nella sciabola a Gerusalemme 2014
- Bronzo nella sciabola a Maribor 2015

Europei cadetti
Individuale
A squadre
- Oro nella sciabola a Klagenfurt 2011
- Argento nella sciabola a Parenzo 2012

Campionati del mediterraneo giovani
Individuale
- Oro nella sciabola a Loures 2009

A squadre
Campionati del mediterraneo cadetti
Individuale
- Bronzo nella sciabola a Loures 2009
- Bronzo nella sciabola a Zrenjanin 2010

A squadre